# Hilderik
Hilderik (460'erne - 533), også kendt som Childerik, var  vandalsk konge 526—530. 
Hilderik var søn af kong Hunerik og den vestromerske prinsesse Eudokia. For at bane vejen for sin søns
tronbestigelse havde faren ladet flere af sine slægtninge dræbe, men det var ikke særligt heldigt for vandalerne, at Hilderik blev deres konge. Han var en svag, blødagtig fyrste og håbløs til at herske over et krigerfolk. Ved
sit venskab med Konstantinopel og sin tolerance mod katolikkerne oprørte han sine undersåtter, fordi de var arianske.
Da han brød den gode forståelse med østgoterne, vandalernes tidligere forbundsfæller, stod både hans og folkets magt på svage fødder. Nationalpartiets fører, Gelimer, rejste sig til slut mod ham. Han opkastede sig
til konge og lod Hilderik fængsle, og da kejser Justinian 1. benyttede sig heraf til at erklære vandalerne krig, henrettedes Hilderik i fængslet (533). 
1. ↑  Navnet er anført på engelsk og stammer fra Wikidata hvor navnet endnu ikke findes på dansk.